# Assurance sociale
Pour un article plus général, voir Sécurité sociale.
L’assurance sociale est une forme d’assurance entre individus, imposée par l’État, pour les protéger par mutualisation des risques contre des coûts financiers liés à la maladie, la vieillesse, etc.